# Paradiestus egregius
Paradiestus egregius is een spinnensoort uit de familie van de loopspinnen (Corinnidae).
De wetenschappelijke naam van de soort werd in 1896 als Corinna egregia gepubliceerd door Eugène Simon.